# ルイス・ヴァン・ロッテン
ルイス・ヴァン・ロッテン（Luis Van Rooten、1906年11月29日 - 1973年6月17日）はメキシコの男性俳優・声優。メキシコシティブラジリア連邦直轄区出身。
「シンデレラ」の王様役と大公役の一人二役で知られている。